# Acribia
La parola acribia deriva dal greco ἀκρίβεια con il significato di "precisione, esattezza meticolosa", "pignoleria".
La pronuncia acribìa  deriva dall'imitazione in italiano del corrispondente lemma tedesco Akribìe che lo riferisce soprattutto alla filologia e agli studi storici. Il termine nella Chiesa cristiana ortodossa assume il significato di "rigore" passando a designare la stretta aderenza alla lettera della legge della Chiesa.
L'acribia intesa come rigore critico e metodologico è giudicata un atteggiamento necessario da adottare soprattutto in ambito filologico e storico da parte dello studioso nella ricerca di documenti, nel confronto e nell'interpretazione dei testi esaminati.
Lo studioso impegnato nella ricerca di una verità talora la trova mascherata da un falso documento, soprattutto in quei periodi in cui la penuria di testimonianze o l'attendibilità delle fonti richiede un'acribia critica e filologica condotta in maniera guardinga e prudente. L'acribia filologica, che in questo caso rientra in quella branca della filologia chiamata ecdotica, si manifesta ad esempio nella meticolosa ricostituzione della loro forma originale e nell'individuazione degli aspetti e dei caratteri linguistici e culturali dei documenti analizzati.
Si deve all'acribia filologica di Lorenzo Valla ad esempio la scoperta della falsità del documento riguardante la Donazione di Costantino costituito da un falso editto di Costantino I enunciante concessioni favorevoli al potere della chiesa di Roma ed utilizzato per giustificare la nascita del potere temporale dei pontefici romani. L'analisi della lingua latina usata per redigere il documento lo faceva risalire a un'epoca di molto posteriore all'età di Costantino.
D'altra parte l'acribia, quando diventa pignolesca pedanteria, rinfocola la comune opinione dei filosofi come singolari personaggi: